# Triaenodes cheliferus
Triaenodes cheliferus är en nattsländeart som först beskrevs av Martin E. Mosely 1932.  Triaenodes cheliferus ingår i släktet Triaenodes och familjen långhornssländor. Utöver nominatformen finns också underarten T. c. gibberus.